# 回復型導桿

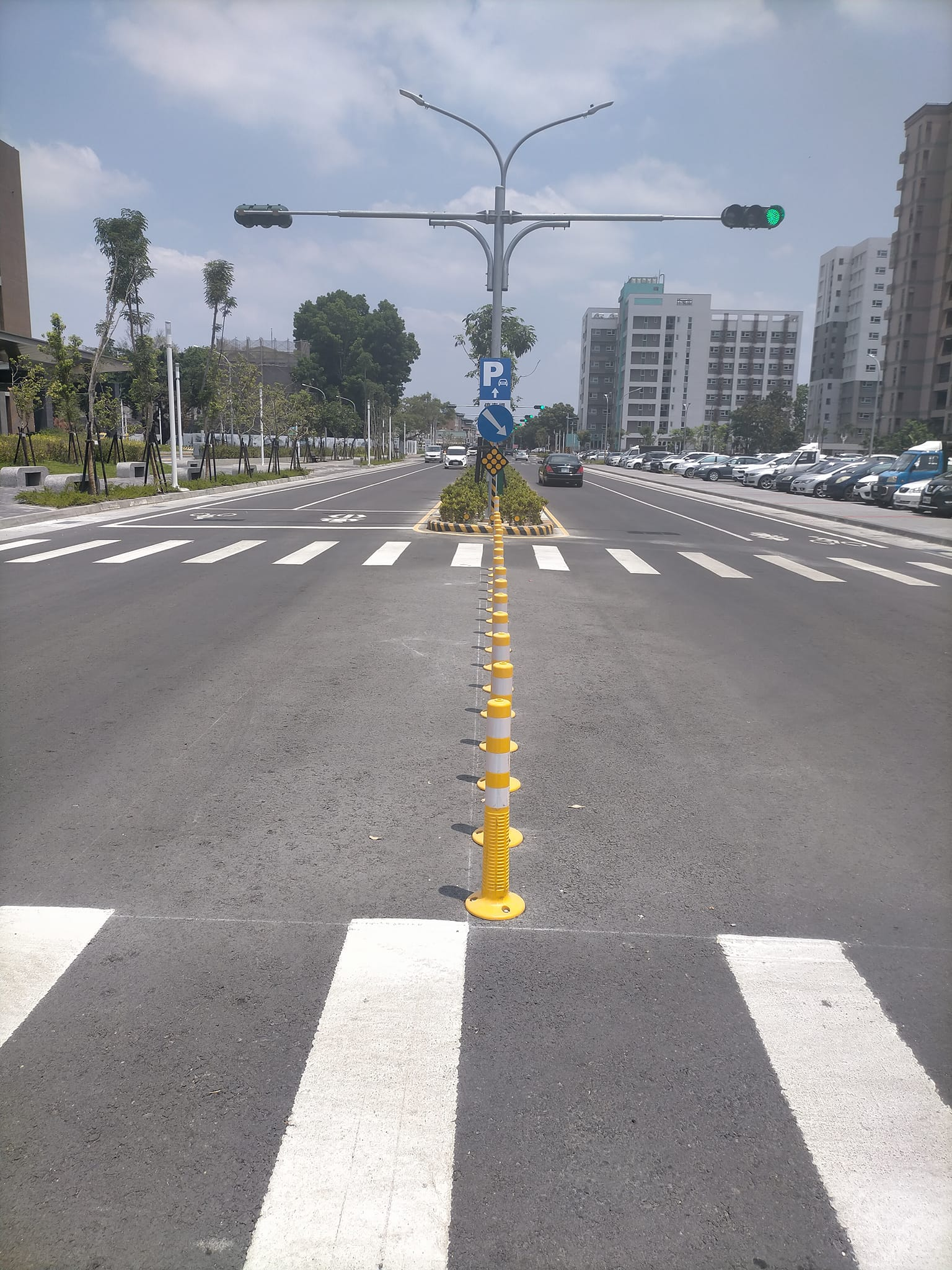
回復型導桿通常會設置在道路的中間或者兩側上（圖片拍攝於屏東榮民總醫院附近）

回復型導桿（英語：Flexible delineator post）或稱回復型防撞桿、可恢復式導桿、回復式導桿，是一種設置在道路上的導桿。雖主要為防止車輛轉彎或迴轉，以及分隔人行道或者自行車道和道路的指示標，但在遇熱時回復型導桿會容易軟化，而且不能保證可防止衝撞的發生。